# Søfartens Bibliotek
Søfartens Bibliotek, er et dansk bibliotek, beliggende i København, som udlåner skøn- og faglitteratur, til søfarende i den danske handelsflåde samt statens skibe.
Biblioteket er en selvejende institution, som blev oprettet i 1939.

## Låntagere
Udlån er gratis og tilbydes alle danske skibe. Bøger etc. kan rekvireres direkte fra biblioteket, eventuelt gennem rederier, skibsagenter, skibsmæglere eller fra et bogdepot.
Der finde bogdepoter i Handelsflådens Velfærdesråds stationer samt sømandskirker og sømandshjem verden over.

## Udlånsmateriale
Biblioteket udlåner fag- og skønlitteratur, opslagsværker og lydbøger.

## Fagbibliotek
Biblioteket har tidligere fungeret som fagbibliotek for søfarten, men den funtion er nu nedlagt.
En lille del af studiesamlingen er overført til Handels-og Søfartsmuseets bibliotek i Helsingør

## Ekstern henvisning og kilde
- Søfartens Biblioteks hjemmeside

|  | Denne artikel kan blive bedre, hvis der indsættes geografiske koordinater Denne artikel omhandler et emne, som har en geografisk lokation. Du kan hjælpe ved at indsætte koordinater i wikidata. |